# トリチオアセトン
トリチオアセトン（英: trithioacetone）は、化学式C9H18S3で表される有機硫黄化合物の一種。チオアセトンの三量体であり，六員環構造の複素環式化合物である。高濃度では不快なメルカプタン臭であるが、希釈すると焼肉の様な香りとなる。天然には牛肉から発見され、食肉の香り成分の1つである。

## 用途
主に食品香料として、牛肉や豚肉・鶏肉のフレーバーの補強に用いるほか、ブドウ・ラズベリーなどのフルーツ系フレーバーにも0.02~15ppmほど使用される。工業的にはアセトンに硫化水素を加え、塩化亜鉛を触媒として三量化させて得る。
3CH3COCH3 + 3H2S → C9H18S3 + 3H2O